# اونگمشل (استان سلیزیا سفلی)
اونگمشل (به لهستانی:  Uniemyśl) یک روستا در لهستان است که در گمینا لوباوکا واقع شده‌است.